# SuperJunior05 (TWINS)
SuperJunior05 (TWINS) è l'album di debutto della boy band coreana Super Junior, pubblicata il 5 dicembre 2005 in Corea del Sud. L'album ha raggiunto la terza posizione della classifica degli album più venduti in Corea, vendendo 28,536 copie nel primo mese di pubblicazione. L'album ha venduto oltre 94,000 copie sino al 2008.

## Tracce
1. Miracle - 2:56
2. TWINS (Knock Out) - 3:20
3. You are the one - 3:52
4. Rock this house - 3:07
5. 차근차근 (Way for love) [Carefully (Way for love)] - 3:17
6. So I - 3:43
7. OVER - 3:16
8. Keep in touch - 4:31
9. L.O.V.E. - 3:36
10. Believe - 4:54
11. TWINS (Knock Out) [Instrumental]- 3:21

## Singoli
- Miracle (2005)
- TWINS (Knock Out) (2005)